# بارچی
بارچی (به ایتالیایی: Barchi) یک کومونه در ایتالیا است که در استان پزارو و اوربینو واقع شده‌است.

## خصوصیات
بارچی ۱۷٫۳ کیلومترمربع مساحت و ۹۶۷ نفر جمعیت دارد و ۳۱۹ متر بالاتر از سطح دریا واقع شده‌است.